# 1999 في فلسطين
أحداث عام 1999 في فلسطين

## أبرز الاحداث
- 13 يناير - الجيش الإسرائيلي يقول أن حارس حدود إسرائيلي قتل وجرح فلسطيني في هجوم قرب مدينة الخليل في الضفة الغربية.
- 19 فبراير - ياسر عرفات يقابل البابا يوحنا بولس الثاني ويجدد له الدعوة لزيارة بيت لحم في العام 2000.
- 13 أبريل - القيادة الفلسطينية ستقرّر في 27 أبريل أن تعلن الدولة الفلسطينية في الضفة الغربية وقطاع غزة أو تحترم نصيحة العالم في الانتظار. القرار النهائي سيكون للمجلس المركزي، المكون من 124 عضو من منظمة التحرير.
- 28 أبريل - أعضاء المجلس المركزي يوافقون على تأجيل إعلان أستقلال دولة فلسطين إلى ما بعد الانتخابات العامة الإسرائيلية القادمة.
- 18 مايو - إيهود باراك ينتخب كرئيس جديد لوزراء إسرائيل. وعد بتحقيق السلام مع الفلسطينيين، والانسحاب من لبنان خلال سنة وتضييق الانقسامات العميقة بين الإسرائيليين.
- 7 سبتمبر - التوقيع على نسخة معدلة من أتفاقية الأرض مقابل الأمن - اتفاقية واي ريفير
- 5 أكتوبر - إسرائيل والفلسطينيون وافقوا على فتح ممر أمن يصل بين الضفة الغربية وقطاع غزة. رئيس الوزراء إيهود باراك والزعيم الفلسطيني ياسر عرفات وافقا على الأتفاق، الذي سمح للفلسطينيين لأول مرّة بالتحرّك بحرية بشكل نسبي بين المناطق.

## وفيات
- 31 أغسطس: فريال البنا.